# 공명의 갈림길
공명의 갈림길(功名が辻)은 시바 료타로의 역사 소설이다. 1963년(쇼와 38년) 10월부터 1965년(쇼와 40년) 1월까지 각 지방 신문에 연재되었다.
시바 작품으로는 드물게, 현모양처의 표본이 된 지요(千代)라는 여자를 주인공 중 한명으로 한 작품이다. 낭인에서 오다 가문에 사관하여, 후에 나가하마성주, 가케가와 성주를 거쳐서 도사번주가 된 남편 야마우치 가즈토요의 전전, 고뇌, 그리고 출세와 남편을 계속 지탱한 아내 지요를 중심으로 전투를 통해서 노부나가, 히데요시, 이에야스의 3명의 천하인이 겹쳐진다. 사실(史実)은 대하드라마와 달리 지요의 어머니가 호슈인(法秀院)이라는 설정이 되어 있으며, 작품 중에서는 지요 자신이 꿰맨 고소데(小袖)의 에피소드 등도 포함됐다.

## 같이 보기
- 도사 야마우치 씨
- 야마우치 가즈토요